# Чумай (Кемеровская область)
Чумай (тюрк. Chumay) — село Чебулинского района Кемеровской области России. Административный центр Чумайского сельского поселения, куда также входит деревня Кураково.
Расположено на левом берегу реки Кия (левый приток реки Чулым) (бассейн Оби). В центре села протекает река Чумай, которая является левым притоком Кии.
Улицыул. Весенняя,ул. Гагарина, ул. Ленинская, ул. Молодёжная,ул. Нагорная, ул. Новая, ул. Партизанская, ул. Первомайская, ул.Подгорная, ул. Садовая, ул. Советская, ул. Совхозная, ул. Строительная, ул. Трактовая, ул. Чумайского восстания.

## Экономика
СПК «Чумайский»